# Peñón Blanco
Peñón Blanco är en ort i Mexiko.   Den ligger i kommunen Peñón Blanco och delstaten Durango, i den centrala delen av landet, 800 km nordväst om huvudstaden Mexico City. Peñón Blanco ligger 1 697 meter över havet och antalet invånare är 5 014.
Terrängen runt Peñón Blanco är varierad. Peñón Blanco ligger nere i en dal. Runt Peñón Blanco är det mycket glesbefolkat, med 5 invånare per kvadratkilometer. Peñón Blanco är det största samhället i trakten. Omgivningarna runt Peñón Blanco är i huvudsak ett öppet busklandskap.